# 墨脱长蒴苣苔
墨脱长蒴苣苔（学名：Didymocarpus medogensis）为苦苣苔科长蒴苣苔属下的一个种。

## 扩展阅读
- 維基物種上的相關：墨脱长蒴苣苔